# Alpheopsis

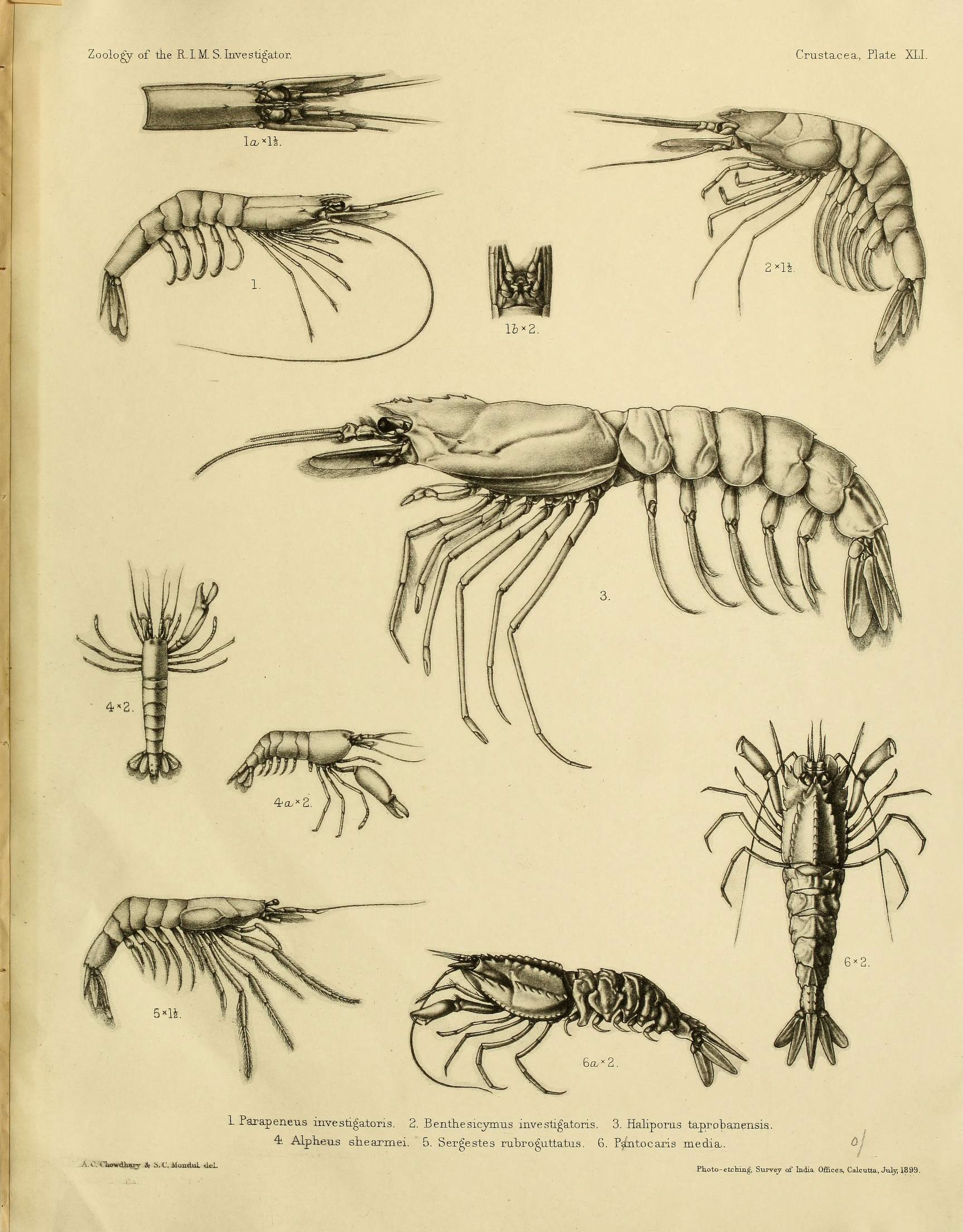
"Alpheopsis equidactylus" Coutière, 1896

Alpheopsis é um gênero de camarão da família Alpheidae. Várias espécies deste gênero compartilham as mesmas tocas com membros de espécies diferentes. Eles são encontrados no leste do Oceano Pacífico.

## Espécies
As seguintes especies são reconhecidas como pertencentes ao gênero Alpheopsis:
- Alpheopsis aequalis Coutière, 1896
- Alpheopsis africana Holthuis, 1952
- Alpheopsis allanhancocki Wicksten, 1992
- Alpheopsis aristoteles Anker, 2017
- Alpheopsis azorica Anker, d'Udekem d'Acoz & Poddoubtchenko, 2005
- Alpheopsis balaeniceps Anker, 2015
- Alpheopsis biunguiculata Banner, 1953:
- Alpheopsis chalciope De Man, 1910
- Alpheopsis chilensis Coutière, 1896
- Alpheopsis cortesiana Wicksten & Hendrickx, 1986
- Alpheopsis diabolus Banner, 1956
- Alpheopsis equidactylus Lockington, 1877
- Alpheopsis garricki Yaldwyn, 1971
- Alpheopsis gotrina Anker, 2017
- Alpheopsis harperi Wicksten, 1984
- Alpheopsis idiocarpus Coutière, 1908
- Alpheopsis keiji Anker, 2017
- Alpheopsis labis Chace, 1972
- Alpheopsis paratrigona Anker, 2017
- Alpheopsis shearmii Alcock & Anderson, 1899
- Alpheopsis tetrarthri Banner, 1956
- Alpheopsis trigona Rathbun, 1901
- Alpheopsis trispinosa Stimpson, 1860
- Alpheopsis undicola Banner & Banner, 1973
- Alpheopsis vietnamensis Tiwari, 1964
- Alpheopsis yaldwyni Banner & Banner, 1973